# 최재성 (정치인)
최재성(崔宰誠, 1965년 9월 9일 ~ )은 대한민국의 정치인이다. 제17·18·19·20대 국회의원을 역임했고, 문재인 정부에서 대통령비서실 정무수석을 지냈다.

## 생애
1965년 경기도 가평군에서 출생하였으며 희망대초등학교, 서초중학교, 서울고등학교를 졸업하였고, 그 후 동국대학교 불교학과와 동국대학교 대학원을 졸업하였다.
2004년에 치러진 제17대 국회의원 선거에서 열린우리당 후보로 남양주 갑 지역구에 출마하여 당선되어 정계에 입문하였다. 2008년 제18대 총선에서 당선되어 재선 국회의원이 되었으며, 2012년 제19대 총선에서 당선되어 3선 국회의원이 되었다.
제17대 국회에서 사학법 개정을 주도하였고, 2007년 대선 직전 국정감사에서 상암동DMC 의혹을 제기하기도 했다. 2007년 2월부터 2년 동안 정당의 대변인을 지냈다. 2008년 시민일보가 수여한 의정대상을 수상했다.
2015년 6월 문재인 대표에 의해 새정치민주연합 사무총장으로 임명되었다. 이후 당 혁신위원회가 당 사무총장제를 폐지하는 혁신안을 발표하여 1달여만에 사무총장직을 상실하였고, 총무본부장으로 직책을 옮겼다.
2017년 문재인 대선후보 캠프에서 종합상황본부 제1상황실장을 맡았다. 2017년 8월 더불어민주당 혁신기구인 정당발전위원회 위원장에 임명되었다.
2018년 송파구 을 재보선에 출마해, 자유한국당의 MBC 앵커출신 배현진 후보와 바른미래당의 MBN 앵커출신 박종진 후보를 누르고 약 2년만에 국회 재입성에 성공했다. 2020년 제21대 국회의원 선거에서 송파을에 재출마했으나 배현진 미래통합당 후보에게 패했다.
2020년 8월 문재인 정부에서 강기정의 후임으로 대통령비서실 정무수석에 임명되었다.

## 학력
- 희망대국민학교 졸업
- 서초중학교 졸업
- 서울고등학교 졸업
- 동국대학교 불교학 학사
- 동국대학교 행정대학원 행정학 석사 (학위논문명 - 지방자치단체 민간자본 유치방안 연구 : 남양주시 사례를 중심으로)
- 동국대학교 대학원 행정학 박사과정 수료

## 경력
- 1999 ~ 2002 남양주시 정책기획단 상임부단장
- 2002 제16대 대선 새천년민주당 노무현 후보 선대위 청년특보단 리딩코리아 상임부회장
- 2002 ~ 2004 구리,토평 톨게이트 부당요금 폐지 범시민대책위원회 상임대표
- 2002 ~ 2004 팔당생명살림연대 이사
- 2004년 4월 15일: 대한민국 제17대 국회의원 선거 당선(경기 남양주시 갑, 열린우리당, 초선)
- 2004.05 남북경제문화협력재단 이사
- 2005.06 ~ 2005.12 열린우리당 사립학교법개정특별위원회 간사
- 2007.02 ~ 2007.06 열린우리당 대변인
- 2007.08 ~ 2008 대통합민주신당 원내대변인
- 2008.02 ~ 2009.01 동국대학교 교육대학원 겸임교수
- 2008년 4월 9일: 대한민국 제18대 국회의원 선거 당선(경기 남양주시 갑, 통합민주당, 재선)
- 2008.07 ~ 2010.02 민주당 대변인
- 2008.07 ~ 2011.12 민주당 경기도당 남양주시 갑 지역위원회 위원장
- 2009.11 ~ 2010.05 민주당 혁신과통합위원회 간사
- 2010.02 ~ 2010.05 민주당 지방선거기획본부 경선관리본부장
- 2011.12 ~ 2013.05 민주통합당 경기도당 남양주시 갑 지역위원회 위원장
- 2012년 4월 11일: 대한민국 제19대 국회의원 선거 당선(경기 남양주시 갑, 민주통합당, 3선)
- 2012.09 ~ 한국아시아 우호재단 이사장
- 2013.05 ~ 2014.03 민주당 경기도당 남양주시 갑 지역위원회 위원장
- 2014.03 ~ 2015.12 새정치민주연합 경기도당 남양주시 갑 지역위원회 위원장
- 2015.06 ~ 2015.07 새정치민주연합 사무총장
- 2015.07 ~ 2015.12 새정치민주연합 총무본부장
- 2015.11 ~ 2015.12 새정치민주연합 당무감사원 감사위원
- 2015.12 ~ 2016.05 더불어민주당 경기도당 남양주시 갑 지역위원회 위원장
- 2015.12 ~ 2016.02 더불어민주당 총무본부장
- 2015.12 더불어민주당 당무감사원 감사위원
- 2017.08 ~ 2017.12 더불어민주당 정당발전위원회 위원장
- 2018년 6월 13일: 2018년 재보궐선거 당선(서울 송파구 을, 더불어민주당, 4선)
- 2018.08 ~ 2020.08 더불어민주당 서울특별시당 송파구 을 지역위원회 위원장
- 2020.08 ~ 2021.04 대통령비서실 정무수석비서관
- 2021.04 ~ 2022.06 더불어민주당 서울특별시당 송파구 을 지역위원회 위원장

### 의정 활동
- 2004년 5월 30일 ~ 2008년 5월 29일 : 제17대 국회의원(경기 남양주시 갑, 열린우리당→대통합민주신당→통합민주당, 초선)
  - 2004.05 ~ 2008.05 : 제17대 국회 한·캄보디아 의원친선협회 이사
  - 2004.05 : 한일의원연맹
  - 2004.07 ~ 2007.04 : 제17대 국회 교육위원회 위원
  - 2006.06 ~ 2008.05 : 제17대 국회 윤리특별위원회 위원
  - 2006.07 ~ 2007.04 : 제17대 국회 교육위원회 법안심사소위원회 위원장
  - 2007.08 ~ 2008.05 : 제17대 국회 운영위원회 위원
- 2008년 5월 30일 ~ 2012년 5월 29일 : 제18대 국회의원(경기 남양주시 갑, 통합민주당→민주당→민주통합당, 재선)
  - 제18대 국회 기획재정위원회 위원
  - 2008.05 ~ 2012.05 : 제18대 국회 한·이탈리아 의원친선협회 이사
  - 2008.05 ~ 2012.05 : 제18대 국회 한·스페인 의원친선협회 부회장
  - 2008.05 : 국회 한중의회 정기교류체제 회원
  - 2008.09 ~ 2009.09 : 제18대 국회 국제경기대회지원 특별위원회 위원
  - 2009.05 ~ 2010.06 : 제18대 국회 정치개혁특별위원회 위원
  - 2010.06 ~ 2012.05 : 제18대 국회 후반기 외교통상통일위원회 위원
  - 2010.06 ~ 2012.05 : 제18대 국회 후반기 정보위원회 위원
- 2012년 5월 30일 ~ 2016년 5월 29일 : 제19대 국회의원(경기 남양주시 갑, 민주통합당→민주당→새정치민주연합→더불어민주당, 3선)
  - 2012.05 ~ 2016.05 : 제19대 국회 한·말레시아 의원친선협회 부회장
  - 2012.05 ~ 2016.05 : 제19대 국회 한·파푸아뉴기니 의원친선협회 회장
  - 2012.07 ~ 2016.05 : 제19대 국회 전반기, 후반기 기획재정위원회 위원
  - 2012.08 ~ 2013.05 : 제19대 국회 전반기 예산결산특별위원회 간사
- 2018년 6월 14일 ~ 2020년 5월 29일 : 제20대 국회의원(서울 송파구 을, 더불어민주당, 4선)
  - 2018.07 ~ 2020.05 제20대 국회 후반기 국방위원회 위원
  - 2018.12 ~ 2020.05 제20대 국회 공공부문 채용비리 의혹과 관련된 국정조사특별위원회 위원

## 전과
- 국가보안법위반(기타): 징역 1년 6월, 집행유예 2년, 자격정지 1년 - 1987년 11월 13일 선고[5]
- 폭력행위등처벌에관한법률위반, 집회및시위에관한법률위반: 징역 1년, 집행유예 2년 - 1990년 1월 18일 선고[5]

## 논란

### 탈북자 비난
2008년 11월 27일 최재성은 "자유북한운동연합(회원들)은 탈북한 뒤 남한에서 따뜻하게 맞아준 분들인데, 국익을 해치고 국민정서와 정반대로 이런 황당한 행위를 계속하는 한 국민들은 이들을 버릴 것"이라며 "보수단체라고 하기도 어려운 매국단체"라고 말했다. 그는 "남쪽에서 이런 황당한 일을 하면서 사고 치라고 따뜻하게 맞아준 것이 아니다"며 "관련 단체들은 국민 뜻이 무엇인지 수렴하고 전단 살포를 스스로 중단해야 할 것"이라고 말했다. 그는 "국민들은 정부의 비호가 직간접적으로 있지 않으면 어떻게 이런 무리한 행동을 계속하는지 의심하고 있다"고 했다.
 탈북자 단체와 일부 보수단체는 다음날 민주당 당사를 방문하여 항의집회를 개최하기도 했다.
탈북 대학생 백요셉이 임수경 의원의 '변절자' 발언을 최초 공개한 것과 관련해 2012년 6월 최재성은 "정부의 냉전적 정책으로 쓰레기 정보를 양산하는 일부 탈북 귀족들이 탈북자들의 이미지에 먹칠을 하고 있다"고 주장했다. 북한인민해방전선을 비롯한 탈북자단체들은 2012년 6월 11일 여의도 국회의사당 앞에서 임수경·최재성 의원을 규탄하는 집회를 열었다. 장세율 대표는 집회에서 "북한의 세습독재를 거부하고 북한을 탈출한 사람들을 '근본도 없는 배신자'로 모독한 것은 평소 사고와 입장이 반영된 것"이라며 "1989년 밀입북해 노동당의 환영을 받고 김일성을 만난 임수경의 근본은 북한 독재정권에 뿌리를 둔 것인가"라고 비판하며 "최재성은 탈북자들이 알지도 못하는 '탈북귀족'이란 용어로 탈북자 사회의 갈등과 분열을 추구하려 한다"며 "탈북자를 정치적 목적과 돈을 위해 사는 추물로 묘사한 데 대해 사죄하고 국회의원직에서 사퇴하라"고 촉구했다.

## 논문 및 저서
- 1999 경영사업 활성화 기능 스파이더랜드 조성을 위한 농업의 입체화 전략
- 2000 문화관광사업의 활성화 방안 민자자본유치대상사업 검토 및 유치방안 연구
- 2001 팔당생명단지 개발방안에 관한 연구
- 2002 남양주 시민 만족도 조사 종합보고서
- 2010 최재성 브리핑

## 역대 선거 결과
|  | 39.76% |

|  | 45.15% |

|  | 53.27% |

|  | 54.41% |

|  | 46.04% |

## 소속 정당
| 소속 정당 | 소속 정당      | 소속 기간 | 비고           |
| --------- | -------------- | --------- | -------------- |
|           | 신한국당       | 1996      | 정계 입문 시도 |
|           | 무소속         | 1996~2002 | 탈당           |
|           | 새천년민주당   | 2002~2003 | 입당 정계 입문 |
|           | 무소속         | 2003      | 탈당           |
|           | 열린우리당     | 2003~2007 | 창당           |
|           | 대통합민주신당 | 2007~2008 | 합당           |
|           | 통합민주당     | 2008      | 합당           |
|           | 민주당         | 2008~2011 | 당명 변경      |
|           | 민주통합당     | 2011~2013 | 합당           |
|           | 민주당         | 2013~2014 | 당명 변경      |
|           | 새정치민주연합 | 2014~2015 | 합당           |
|           | 더불어민주당   | 2015~2020 | 당명 변경      |
|           | 무소속         | 2020~2021 | 탈당           |
|           | 더불어민주당   | 2021~현재 | 복당 정계 은퇴 |

## 같이 보기
- 남양주시 갑
- 남양주시의 국회의원
- 송파구 을
- 서울 송파구의 국회의원
- 대한민국의 대통령비서실 수석비서관